# Phnom Malai
Phnom Malai este un oraș din districtul Malai, Cambodgia.